# كبش في دغل
كبش في دغل (بالإنجليزية: Ram in a Thicket) هو واحد من التماثيل المصنوعة من الذهب التي تم اكتشافها في مدينة أور الأثرية في العراق، يعود تاريخها لحوالي 2600-2400 سنة قبل الميلاد، يتواجد حالياً في المتحف البريطاني في لندن في قسم آثار بلاد النهرين ويوجد نسخة أخرى لها موجودة في متحف الآثار والأنثروبولوجيا في جامعة بنسيلفانيا في مدينة فيلادلفيا في الولايات المتحدة، وقد أكتشف هذا التمثال أثناء تنقيبات عالم الآثار الإنجليزي السير ليونارد وولي في سنة 1928. وقد سمى وولي هذا التمثال باسم كبش في دغل نسبة لقصة النبي إبراهيم في التوراة أثناء رغبته بتقديم إبنه إسحق كذبيحة له وقيام إبراهيم بتقديم الكبش كذبيحة بدلاً عن إبنه إسماعيل.

## الشكل
عندما تم اكتشافه، سحق الشكل الذي يبلغ طوله 45.7 سم (18.0 بوصة) بشكل مسطح بسبب وزن التربة فوقه وتحلل قلبه الخشبي الداخلي. تم قطع هذا اللب الخشبي بدقة للوجه والساقين، ولكن تم تشكيل الجسم بشكل أكثر خشونة. استخدم وولي الشمع للحفاظ على القطع معًا أثناء التنقيب، وضغط الشكل بلطف مرة أخرى إلى شكله الأصلي. رأس الكبش وأرجله مغطاة بطبقة من أوراق الذهب التي تم طرقها على الخشب ولصقها بطبقة رقيقة من البيتومين، في حين أن أذنيه من النحاس والتي أصبحت الآن خضراء مع زنجار. القرون والصوف الموجود على أكتافه مصنوعان من اللازورد، وصوف الجسم مصنوع من الصدف ومثبت بطبقة سميكة من البيتومين. الأعضاء التناسلية للشخصية ذهبية، في حين أن بطنها عبارة عن صفيحة فضية، وهي الآن تتأكسد بشكل لا يمكن ترميمه. يُفترض أن الأعضاء التناسلية للشخصية الأخرى فضية ومتآكلة وبالتالي مفقودة. الشجرة مغطاة أيضًا بأوراق الذهب مع زهور ذهبية.

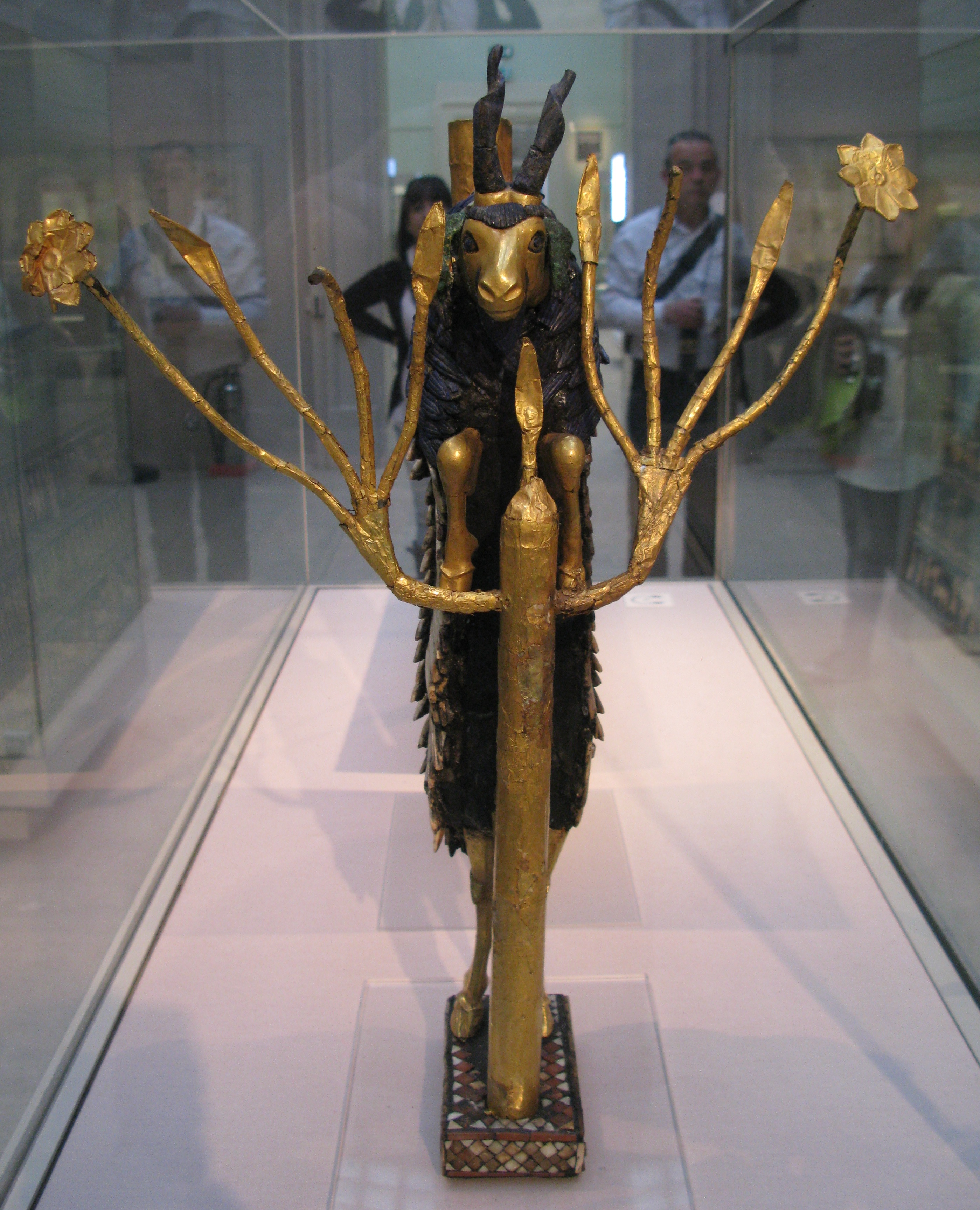
صورة أمامية للتمثال

يقف الشكل على قاعدة صغيرة مستطيلة الشكل مزينة بفسيفساء من الصدفة والحجر الجيري الأحمر واللازورد. كان الشكل في الأصل مرتبطًا بالشجيرة المزهرة بواسطة سلاسل فضية حول خصلات جسده، لكن هذه السلاسل تآكلت تمامًا. من المعتقد أن الشخصين كانا يواجهان بعضهما البعض في الأصل كحيوانات متواجهتين، وأن الأنابيب التي ترتفع من أكتافهما كانت تستخدم لدعم شيء ما، ربما وعاء أو شيء مشابه.

## وصف وولي
هناك ابتهاج من نوع آخر يدخل في الصورة المتعددة الألوان - ويمكن للمرء أن يقول تقريبًا الكريسليفانتين - وهي صورة الماعز التي أطلقنا عليها لأسباب واضحة اسم «الكبش الذي وقع في غابة». رأس الحيوان وأرجله من الذهب، والبطن من الفضة، وصوف الجسم عبارة عن قطع من الصدفة المنحوتة ولكن الصوف الموجود على أكتاف اللازورد، ومن اللازورد هي حدقة العين والقرون واللحية؛ الشجرة التي قيدت أرجلها الأمامية إلى أغصانها هي من الذهب وتقف على قاعدة مطلية جوانبها بالفضة وقمتها من الفسيفساء الوردي والأبيض (PL 36)... تتناغم أناقة الشكل وخفة وزنه بشكل مثالي مع تألق لونها - هناك كل رشاقة الماعز المترجمة إلى فن، ولكنها في الوقت نفسه حيوان مخلص ويمتلك وقارًا غريبًا؛ إن التوازن اللحظي، كما تثبت الرسومات الموجودة على اللوحات الصدفية، والذي يعرف الفنان جيدًا كيفية الاستيلاء عليه، قد تجمد هنا في الديمومة وأصبحت الحياة تمثالًا.